# Imamiti
Imamiti so skrajna verska sekta šiitov.
Imamiti verjamejo, da je edini vodja vseh muslimanov lahko le potomec Fatime in Ali ibn Ali Taliba, Mohamedovega zeta.